# ジョーン・プロウライト
オリヴィエ男爵夫人デイム・ジョーン・アン・オリヴィエ（Dame Joan Ann Olivier DBE, Baroness Olivier（旧姓: Plowright）、1929年10月28日 - 2025年1月16日）は、イギリスの元女優。

## 来歴
ノース・リンカンシャーのブリッグ生まれ。ブリストルのオールド・ヴィック劇場で演技を学び、1948年にクロイドンで初舞台、1954年にロンドンで舞台デビュー。1956年に王立劇場でイングリッシュ・ステージ・カンパニーに参加。1957年、ジョン・オズボーンの『ジ・エンターテイナー』でローレンス・オリヴィエと共演した。舞台と映画の両方で活躍し、1961年にブロードウェーで演じた『A Taste of Honey』の主役でトニー賞を受賞している。ローレンス・オリヴィエとの結婚を通じて、1963年以降彼女はオリヴィエのロイヤル・ナショナル・シアターにおける仕事と密接に関連するようになった。1992年の『魅せられて四月』ではゴールデングローブ賞助演女優賞を受賞、アカデミー助演女優賞の候補となった。
プロウライトの視力は、加齢黄斑変性のため2000年代後半から2010年代初めにかけて悪化した。2014年、完全に視力を失ったことを理由として、公式に俳優業からの引退を表明した。
2025年1月16日、デンビルホールで死去。95歳没。
ノース・リンカンシャーにあるプロウライト劇場の名は、彼女にちなんでいる。

## 私生活
私生活では、1961年にローレンス・オリヴィエと結婚（互いに再婚で、オリヴィエは3度目、ジョーンは2度目）。2人の間にはリチャード・カー、タムシン、ジュリー＝ケイトの3子がいる。娘たちは女優になった。オリヴィエとは、彼が1989年に癌で死去するまで添い遂げた。彼との結婚により、公式には「レディー・オリヴィエ」となり、オリヴィエが1970年に一代男爵位を授かると「オリヴィエ男爵夫人」となったが、彼女自身が俳優としての活動でその名称を使ったことは一度もない。
ジョーンの弟デヴィッド・プロウライト（2016年没）は、イギリスのテレビ会社グラナダTVの重役であった。

## 出演映画
- ジ・エンターテイナー The Entertainer (1960)
- エクウス Equus (1977)
- 三人姉妹 Three Sisters (1970)
- ワーグナー/偉大なる生涯 Wagner (1983) テレビミニシリーズ
- 数に溺れて Drowning By Numbers (1988)
- 殺したいほどアイ・ラブ・ユー I Love You to Death (1990)
- わが心のボルチモア Avalon (1990)
- 魅せられて四月 Enchanted April (1992)
- 独裁/スターリン Stalin (1992) テレビ映画
- わんぱくデニス Dennis the Manace (1993)
- ラスト・アクション・ヒーロー Last Action Hero (1993)
- スカーレット・レター The Scarlet Letter (1995)
- サバイビング・ピカソ Surviving Picasso (1996)
- ジェイン・エア Jane Eyre (1996)
- 101 101 Dalmatians (1996)
- ムッソリーニとお茶を Tea With Mussolini (1998)
- ダンス・ウィズ・ミー Dance with me (1998)
- ダイナソー Dinosaur (2000)　声の出演
- 永遠のマリア・カラス Callas Forever (2002)
- 女神が家にやってきた Bringing Down the House (2003)
- アイ・アム・デビッド I AM DAVID (2004)
- ドラゴン〜竜と騎士の伝説〜 George and the Dragon (2004)
- クレアモントホテル Mrs. Palfrey at the Claremont (2005)
- おさるのジョージ Curious George (2006)　声の出演
- スパイダーウィックの謎 The Spiderwick Chronicles (2008)